# Wilma (film, 1977)
Pour les articles homonymes, voir Wilma (homonymie).
Pour plus de détails, voir Fiche technique et Distribution.
Wilma est un film américain réalisé par Bud Greenspan, sorti en 1977.

## Fiche technique
- Titre original : Wilma
- Réalisation et scénario : Bud Greenspan
- Producteur : Bud Greenspan
- Musique : Irwin Bazelon
- Pays :  États-Unis
- Langue originale : anglais
- Genre : drame
- Durée : 90 min
- Date de sortie : 19 décembre 1977 aux USA

## Distribution
- Shirley Jo Finney : Wilma Rudolph
- Cicely Tyson
- Jason Bernard
- Joe Seneca
- Denzel Washington
- Charles Blackwell
- Norman Matlock
- Larry B. Scott
- Pauletta Washington
- Andrea Frierson
- Stacy Green
- Dury Cox
- Roger Askew